# فیومارا
فیومارا (به ایتالیایی: Fiumara) یک کومونه در ایتالیا است که در استان رجو کالابریا واقع شده‌است.

## خصوصیات
فیومارا ۶٫۹ کیلومترمربع مساحت و ۱٬۱۵۸ نفر جمعیت دارد.